# Helen Crawfurd
Helen Crawfurd Anderson (9 de novembre del 1877 – 18 d'abril del 1954) fou una sufragista, comunista, i política escocesa.

## Biografia
Helen Jack nasqué al carrer Cumberland en l'àrea de Gorbals, de Glasgow. Sos pares eren Helen L. Kyle i William Crawfurd. La seua família es traslladà a Ipswich. Estudià a Londres i Ipswich, i després va tornar a Glasgow encara adolescent. Son pare, un oficial forner, era catòlic, tot i que convertit a l'Església d'Escòcia, i un sindicalista conservador.
Inicialment religiosa, es casà amb el vidu Alexander Montgomerie Crawfurd (29 d'agost del 1828 - 31 de maig del 1914), un ministre de l'Església d'Escòcia, a Stirling, al 1898; cada vegada, però, Helen fou més radical. Alexander va morir als 85 anys, a Partick, Glasgow.
El 1944, Helen torna a casar-se, amb el vidu George Anderson, ministre i militant del Partit Comunista de la Gran Bretanya (CPGB). Helen va morir a Mahson Cottage, Dunoon, Argyll, als 76 anys.

## Activitat política
Cap a 1900, Helen Crawfurd era activista pel sufragi femení. El 1910 durant una reunió a Rutherglen, donà suport a la Unió Social i Política de les Dones més radicals (WSPU) del Pankhursts. El 1912, trencà les finestres de Jack Pease, ministre d'Educació, i va rebre una sentència de presó d'un mes. Al març del 1914, Helen va ser arrestada a Glasgow quan Emmeline Pankhurst parlava, i la sentenciaren de nou un altre mes a la presó; hi estigué en vaga de fam de vuit dies. Encara l'arrestaren una vegada més. Deixà el WSPU en protesta pel seu suport a la Primera Guerra Mundial. Entrà en el Partit Laborista Independent (ILP).
Durant la guerra, Helen Crawfurd s'implicà en el Moviment Red Clydeside, amb vagues de llogaters de Glasgow, el 1915, quan ella dirigia l'Associació d'Allotjament de dones del sud de Govan, per a resistir l'augment de lloguer i impedir desnonaments; i fou secretària de la Croada de Pau de les Dones. Organitzà el 23 de juliol del 1916 la primera manifestació de la Croada de Pau de les Dones, en què participaren 5.000 persones. El 1918, fou sotscatedràtica de la Divisió escocesa del ILP. Fou fundadora del ILP de l'ala Wing, i feu campanya per a afiliar a la Internacional Comunista. Quan aquesta política fou derrotada, entrà en el nou CPGB, dins del qual treballà en el Comité Central, i s'implicà en projectes periodístics. També va ser secretària d'Ajuda Internacional dels Treballadors.
El 1921, Helen Crawfurd fou la primera candidata del Partit Comunista en el Govan Ward.
Donà suport al CPGB a Bothwell en les eleccions generals del Regne Unit del 1929; i a Aberdeen Nord el 1931, però no guanyà en aquesta elecció.
Durant els anys 1930, Helen Crawfurd dirigí Amics de la Unió Soviètica, i se'n retirà durant la Segona Guerra Mundial; fou elegida a Dunoon primera regidora poc després de la guerra, i se'n retirà el 1947 per problemes de salut.